# Lungmu
Lungmu o Longmu (tibetà: ལུང་མུ་མཚོ; Wylie: lung mu mtsho; xinès: 龙木错; pinyin: Lóngmù Cuò) és un llac glacial al xian de Rutog de la prefectura de Ngari, al nord-oest de la Regió Autònoma del Tibet sota administració xinesa. Va ser explorat el 1989 en una expedició sinofrancesa al Tibet occidental.